# Douglass North
Douglass Cecil North (sinh ngày 5 tháng 11 năm 1920) là một nhà kinh tế người Mỹ nổi tiếng với các công trình của ông về lịch sử kinh tế. Ông là người cùng nhận giải Nobel Kinh tế năm 1993 với Robert William Fogel. Theo lời của Ủy ban Nobel, North và Fogel được trao giải "cho việc làm thay đổi hoàn toàn phương pháp nghiên cứu sử kinh tế bằng cách áp dụng phương pháp kinh tế lượng".

## Tiểu sử
Douglass North được sinh ra ở Cambridge, Massachusetts, ngày 05 tháng 11 năm 1920. Ông chuyển nơi ở nhiều lần do công viejec của cha ông tại MetLife, ông từng sống ở Cambridge, Ottawa, Lausanne, New York City và Wallingford.
Trong Thế chiến II, ông trở thành hoa tiêu trên các tàu buôn đi lại giữa San Francisco và Australia. Trong thời gian này, ông đọc kinh tế và chọn sở thích của mình là nhiếp ảnh. Ông được học làm hoa tiêu tại trường sĩ quan hàng hải ở Alameda vào năm 1945, ông đã đấu tranh để quyết định nên trở thành một nhà nhiếp ảnh hay một nhà kinh tế.

## Giáo dục
North học tại cao đẳng Ashbury ở Ottawa, Ontario và trường Choate ở Wallingford, Connecticut. Ông được nhận vào Harvard cùng thời điểm cha ông trở thành người đứng đầu MetLife ở bờ tây Hoa Kỳ, do đó North đã chọn đi tới Đại học California, Berkeley. Năm 1942, ông tốt nghiệp với bằng cử nhân. Mặc dù điểm tốt nghiệp của ông trung bình là C, nhưng ông đã hoàn thành gấp 3 lần khối lượng được học bao gồm khoa học chính trị, triết học và kinh tế.
North quyết định trở lại trường học tại Berkeley để theo đuổi bằng tiến sĩ về kinh tế, chứ không phải lịch sử như nhiều người nghĩ. Ông đã hoàn thành nghiên cứu của mình vào năm 1952 và bắt đầu làm việc như giảng viên tại Đại học Washington.

## Các tác phẩm chính[2][3]
- Location Theory and Regional Economic Growth, Journal of Political Economy 63(3):243–258, 1955.
- The Economic Growth of the United States, 1790–1860, Prentice Hall, 1961.
- "The State of Economic History," American Economic Review, 55(1/2), p p. 86–91, 1965.
- Institutional Change and American Economic Growth, Cambridge University Press, 1971 (with Lance Davis).
- The Rise of the Western World: A New Economic History, 1973 (with Robert Thomas).
- Growth and Welfare in the American Past, Prentice-Hall, 1974.
- Structure and Change in Economic History, Norton, 1981.
- Institutions and economic growth: An historical introduction, Elsevier, 1989
- Constitutions and Commitment: The Evolution of Institutions Governing Public Choice in Seventeenth-Century England, Cambridge University Press, 1989
- Institutions, Institutional Change and Economic Performance, Cambridge University Press, 1990.
- Institutions, 1991, The Journal of Economic Perspectives, 5(1), pp. 97–112
- "Economic Performance through Time," American Economic Review, 1994, 84(3), p p. 359–368. Also published as Nobel Prize Lecture.
- Empirical Studies in Institutional Change, Cambridge University Press, 1996 (edited with Lee Alston & Thrainn Eggertsson).
- Understanding the Process of Economic Change, Princeton University Press, 2005.
- Violence and Social Orders: A Conceptual Framework for Interpreting Recorded Human History, Cambridge University Press, 2009 (with John Joseph Wallis and Barry R. Weingast).